# Luigi Federico Menabrea
Luigi Federico Menabrea (od roku 1860 hrabě Menabrea, od roku 1875 markýz z Valdory; 4. září 1809, Chambéry – 24. května 1896, Saint-Cassin) byl italský inženýr, matematik, generál, politik a diplomat, v letech 1867 až 1869 ministerský předseda Italského království.

## Život
Studoval matematiku a inženýrství v Turíně, po získání doktorátu působil jako profesor. Na vědeckém kongresu v Turíně roku 1840 poznal Charlese Babbage, jednoho ze zakladatelů informatiky, a na svých seminářích dále rozvíjel jeho myšlenky. Menabreův článek Notions sur la machine analytique de Charles Babbage (1842) lze dokonce považovat za první odborný článek o informatice vůbec. Vědecky tvořil také v oblasti teoretické mechaniky, spolu s Carlem Albertem Castiglianem formuloval zákonitost dnes označovanou jako Castiglianova věta.
Roku 1848 byl zvolen členem piemontského parlamentu a král Karel Albert Sardinský ho vyslal na diplomatickou misi. Roku 1859 se stal generálmajorem a velitelem ženijního vojska. Účastnil se tažení v Lombardii a obléhání pevnosti Gaeta. Roku 1860 byl povýšen na generálporučíka, jmenován senátorem a získal titul hraběte. V letech 1861–1862 byl ministrem námořnictva, v letech 1862–1864 ministrem veřejných prací. Od 27. října 1867 do 13. května 1869 byl premiérem.
Po rezignaci na post premiéra byl jmenován vyslancem v Londýně, později působil i v Paříži. Roku 1875 získal titul markýze. Z veřejného života odešel roku 1892.